# Tai Shan
Tai Shan (chiń.: 泰山; pinyin: Tài Shān) – góra położona na północ od Tai’anu w prowincji Szantung o wielkim znaczeniu dla chińskiej historii i kultury. W roku 1987 wpisana na listę światowego dziedzictwa UNESCO. Jej najwyższy punkt to szczyt Jadeitowy Cesarz (chiń. upr.: 玉皇顶; trad.: 玉皇頂; pinyin: Yùhuáng Dīng) o wysokości 1545 metrów (według chińskich władz 1532,7 m).
Tai Shan zalicza się do Pięciu Świętych Gór Taoizmu. Jest kojarzona ze wschodem słońca, narodzinami, odnową; a często uważa się ją za najważniejszą z całej piątki. Ruch pielgrzymkowy do świątyń na Tai Shan odbywa się od 3 tys. lat.
Od niepamiętnych czasów miejsce rytualnego składania ofiar niebu (Tian) przez cesarzy chińskich celem potwierdzenia uzyskanego przez nich mandatu niebios. Po złożeniu ofiary cesarz składał pismo z tekstem modlitwy o pomyślność dla swoich poddanych. Następnie składał kolejną ofiarę, tym razem u podnóża góry poświęconej Ziemi. W 695 r. ofiarę złożyła w tym miejscu cesarzowa Wu Zetian, wykorzystując fakt, iż Ziemia reprezentuje pierwiastek żeński (yin). Tym samym uprawomocniła swoje rządy.

## Położenie
Tai Shan leży na północ od miasta Tai’an i na południe od stolicy prowincji, miasta Jinan. U podnóża góra osiąga wysokość 150 m n.p.m. i dochodzi do 1545 m n.p.m. Podstawa Tai Shan zajmuje powierzchnię 426 km². Współrzędne geograficzne szczytu Jadeitowy Cesarz to 36°16′N i 117°06′E.

## Historia
Najstarsze ślady obecności człowieka, które zostały odkryte przez archeologów, sięgają już czasów paleolitycznych. Natomiast pierwszą ludzką osadę odkrytą na jej zboczach datuje się na okres neolitu. We wspomnianym czasie w okolicach góry zaczęły rozwijać się dwie kultury – Dawenkou na północy i Longshan na południu.
W Epoce Wiosen i Jesieni przez górę przebiegała granica państw: Qi, zlokalizowanego od strony północnej góry oraz Lu w części południowej. Następnie w Okresie Walczących Królestw, państwo Qi wzniosło niesamowitą budowlę, którą był pięćset kilometrowy mur mający spełniać funkcję ochronną przed wrogami. Ruiny muru przetrwały do czasów współczesnych.
Nazwa miasta Tai’an wiązała się z pewnym powiedzeniem „Dopóki stoi góra Tai, trzyma się cały kraj”, a co więcej obydwa znaki w nazwie Tai’an niezależnie od siebie oznaczają pokój.
Od przeszło 3 tysięcy lat Tai Shan jest miejscem kultu. Początki pielgrzymek odbywających się na ten szczyt sięgają dynastii Shang. Sam kult z biegiem czasu przybrał formę oficjalną jako część cesarskiego rytuału przez co góra stała się jednym z głównych miejsc, gdzie cesarz składał hołd niebu (na szczycie) i ziemi (u podnóża). W roku 219 p.n.e., Qin Shi Huang, pierwszy cesarz Chin, przeprowadził ceremonię na szczycie i ogłosił zjednoczenie całego cesarstwa.
W 1987 r. góra Tai została wpisana na listę Światowego Dziedzictwa Kulturowego UNESCO. W 2003 r. góra swoją popularnością zwabiła ok. 6 milionów turystów. Zabytki kultury zostały poddane renowacji, która została ukończona w październiku 2005 r. Renowacji poddano między innymi przedmioty kultu, jak również zniszczone budynki o podobnym znaczeniu. Zadbano również o ogólny wygląd krajobrazu w okolicy Tai Shan. Mianowicie wszystkie budowle będące architektonicznie sprzeczne z tymi z odległych czasów historycznych zostały usunięte. Całkowity koszt podjętych prac szacuje się na 15 milionów juanów (około 1,8 mln USD).

## Warunki naturalne
Tai Shan to masyw uskokowy, wysokość którego zwiększa się z północy na południe. Jest najstarszym przykładem górotworu paleo-metamorficznego kambru w Chinach. W skład geologiczny wchodzą przede wszystkim skały namagnesowane, metamorficzne i osadowe.
80% roślinności w górnym reglu Tai Shan stanowią lasy liściaste będące pod ochroną państwa. Flora góry jest bardzo bogata, można naliczyć tutaj ponad tysiąc gatunków roślin. Niektóre drzewa pamiętają zamierzchłe czasy, mając przy tym duże znaczenie kulturowe.

## Zabytki

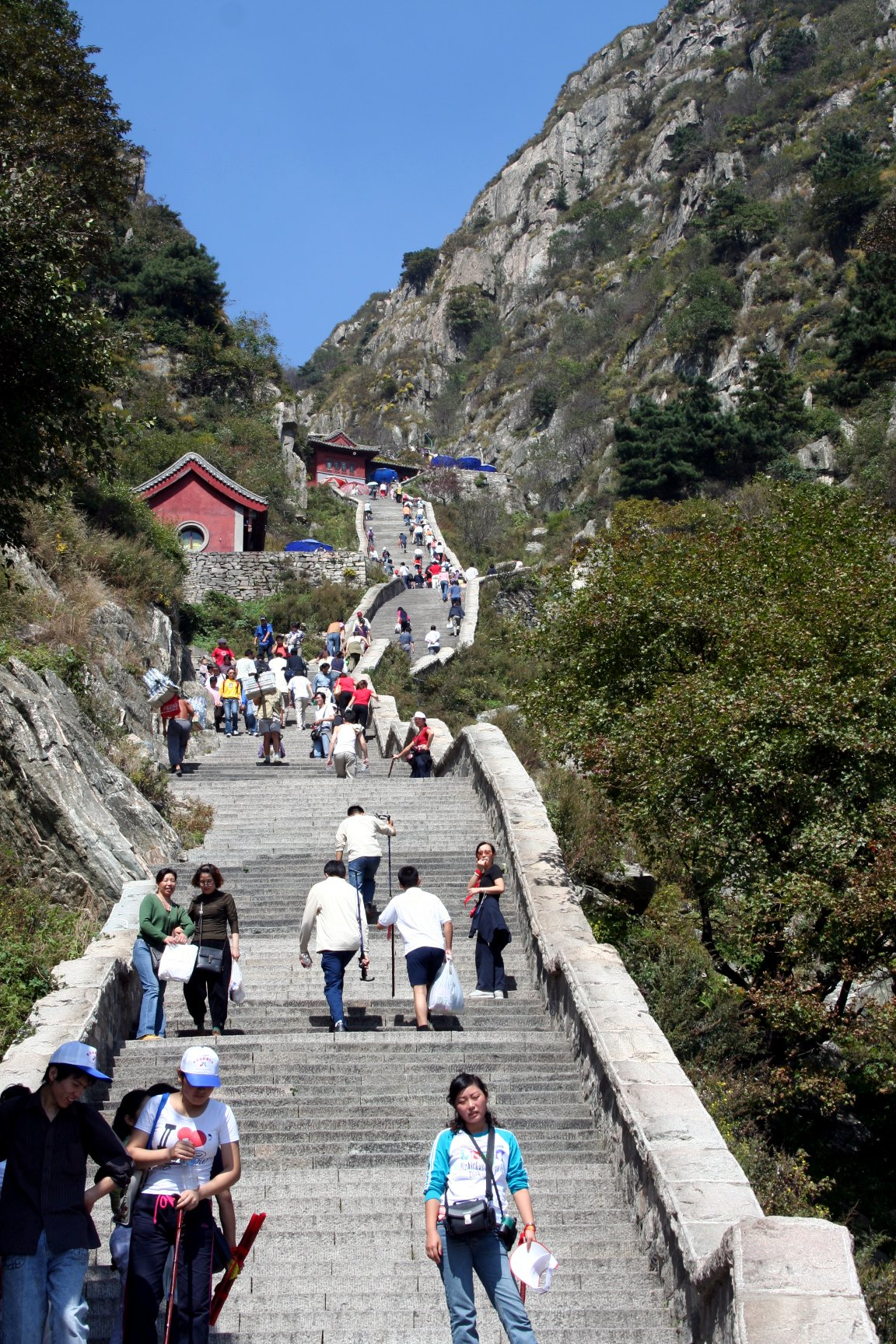
Schody prowadzące na Tai Shan

Na terytorium góry znajdują się 22 świątynie, 97 ruin, 819 kamiennych tablic i 1018 rysunków i napisów skalnych. Na szczyt prowadzą 7200 stopniowe schody, zbudowano też 11 bram, 14 sklepionych przejść, 14 kiosków i 4 pawilony.
Świątynia boga Tai Shan znana jako świątynia Dai (Dai Miao) jest największą i najlepiej zachowaną starożytną budowlą na tym obszarze. Została zbudowana w mieście Tai’an u stóp Tai Shan i zajmuje obszar 96 tys. m². Początki budowli sięgają czasów dynastii Qin. Za panowania dynastii Han architektura świątynna zaczęła czerpać wzorce z architektury dworskiej i świątyni Konfucjusza w miejscowości Qufu. W świątyni jest 5 głównych sal i mnóstwo pomieszczeń uzupełniających. W centrum znajduje się dwór Niebieskiego Błogosławieństwa (Tian Zhu) zbudowany w 1008 r., w czasie Północnej dynastii Song. Na ścianach jednej z sal zachowało się malowidło „Bóg góry Tai podróżuje” z 1009 r. Jego wysokość wynosi 3,3 m a długość 62 m. Tematem jest inspekcja dokonywana przez boga Tai Shan. Świątynia otoczona jest liczącymi sobie ponad 2 tysiące lat cyprysami.
Innymi ważnymi budowlami jest Świątynia Błękitnego Obłoku poświęcona córce boga Tai Shan, bogini Laomu oraz Świątynia Świętej Skały, w której znajduje się Sala Tysiąca Buddów z figurami Arhantów.